# Australidea
Australidea is een monotypisch geslacht van korstmossen behorend tot de familie Malmideaceae. Het bevat alleen Australidea canorufescens